# プーシキン (町)
プーシキン（ロシア語: Пу́шкин）はサンクトペテルブルク市の管轄下にある都市。市の中心より24 km（15マイル）南のところにある。人口は111205人（2019年）。過去の統計では、84628人(2002年国勢調査時)、95415人(1989年調査時)。

## 歴史
この町は18世紀にロシア皇帝の夏の住まいとしてツァールスコエ・セローという名で建設された。1710年、ピョートル1世はメーンシコフの持つ所有権の一部を、エカテリーナ1世に"Sarkaja Myza"として引き渡すことを決定した。1724年、"Sarkaja Myza"は公式に皇帝の住まいとなり、"Sarskoye Selo"という名になった。1780年にはツァールスコエ・セローと改められた。1808年にツァールスコエ・セローの町は"Sofia"と統合された。
ニコライ2世と彼の家族は、1917年7月31日にトボルスクに写るまで、アレクサンドロフスキー宮殿に住んでいた。
10 月革命の後、エカテリーナ宮殿は博物館となった。一方、他のいくつかの建物は清潔な教育施設に改装された。そのために、1918年に"Destskoye Selo"という名に改められた。1937年、町の名は"Imperial Lyceum"で学んだ偉大なロシアの詩人、アレクサンドル・プーシキンの死後100年を記念して、プーシキンに改められた。

## 姉妹都市
プーシキンは次の都市と姉妹都市になっている。
- オールボー, デンマーク
- ビトラ, マケドニア
- カラマズー, アメリカ
- フランケンタール（英語版）, ドイツ
- ナヴァポラツク, ベラルーシ
- 小鹿野町, 日本
- レティムノ, ギリシャ
- セメイ, カザフスタン
- タラゴナ, スペイン
- トゥルチャ, ルーマニア
- ウンゲニ（ルーマニア語版、英語版）, モルドバ
- ヴェルサイユ, フランス
- ウースター,アメリカ
- ツェルプスト（英語版）, ドイツ